# 이호성 (1986년)
이호성(李好成, 1986년 8월 15일 ~ )은 전 KBO 리그 NC 다이노스의 내야수이다.

## 두산 베어스시절
2005년에 입단하였다. 2007년 시즌 후 방출됐다. 2011년에 재입단하였다다.

## NC 다이노스시절
2013년에 신고선수로 입단하였다. 시즌 후 방출됐다.

## 출신 학교
- 서울청구초등학교
- 자양중학교
- 휘문고등학교